# Gökhan Saki
Gökhan Saki  (* 18. Oktober 1983 in Schiedam, Niederlande) ist ein niederländisch-türkischer Kickboxer.

## Karriere
Saki hatte sein K-1-Debüt am 13. Mai 2006 beim „K-1 World Grand Prix 2006 in Amsterdam“, wo er Rani Berbachi im Viertelfinale und Alexey Ignashov im Halbfinale besiegte, bevor er gegen Björn Bregy verlor durch K. o. in der ersten Runde im Turnierfinale.
2008 gewann Saki das Turnier „K-1 World Grand Prix 2008 in Hawaii“. Dieser Sieg brachte Saki einen Platz unter den letzten 16 des  K-1-World-Grand-Prix-Finale 2008. Am 27. September wurde Saki gegen den Neuseeländer Ray Sefo gezogen. Er gewann nach vier Runden durch einstimmige Punktentscheidung. Aufstieg zu den letzten acht am 6. Dezember, Saki gewann gegen Ruslan Karaev im Viertelfinale, bevor er verlor gegen den späteren Sieger Remy Bonjasky durch technischen K.o. in der zweiten Runde.
Saki kämpfte 2009 im K-1 um den Titel im Schwergewicht und verlor gegen Kyōtarō Fujimoto im Finale. In einem Reservekampf beim Finale des K-1-World-Grand-Prix-Finale 2009 traf er auf Peter Aerts. Er verlor durch einstimmige Entscheidung. Am 29. Mai 2010 traf Saki auf Melvin Manhoef und gewann durch technischen K.o. in der zweiten Runde. Im K-1-World-Grand-Prix-Finale 2010 am 11. Dezember  traf Saki auf Daniel Ghiţă im Viertelfinale und gewann durch einen Punktsieg. Während des Kampfes brach er sich jedoch seine rechte Hand und wurde im Halbfinale von Alistair Overeem durch technischen K.o. besiegt.
Am 28. Januar 2012 traf Saki auf Badr Hari beim „It's Showtime 2012 in Leeuwarden“ und verlor durch technischen K.o. in der ersten Runde. Am 31. Dezember 2012 nahm Saki am sechzehnköpfigen Glory-Schwergewicht-Grand-Slam teil. Nach dem Halbfinale verlor er gegen den späteren Turniersieger Semmy Schilt. Am 6. April 2013 hatte Saki ein Rematch gegen Daniel Ghiţă und gewann durch technischen K.o. in der zweiten Runde. In seinem nächsten Kampf verlor er gegen Rico Verhoeven durch eine Punkteniederlage. Am 12. April 2014 gewann Saki das Glory-Halbschwergewichtsturnier, als er Nathan Corbett und im Finale Tyrone Spong besiegte. Der Titel wurde nach über einjähriger Inaktivität vakant gemacht.
Saki machte sein Debüt in die MMA-Organisation Ultimate Fighting Championship am 23. September 2017 im Halbschwergewicht gegen Henrique da Silva und gewann durch K.o. in der ersten Runde. Saki traf am 7. Juli 2018 bei UFC 226 auf Khalil Rountree. Er verlor den Kampf durch  technischen K.o. in der ersten Runde.

## Titel
- 2001 Dutch Muay Thai champion
- 2002 European Muay Thai champion
- 2003 World Muay Thai champion
- 2006 K-1 World GP in Amsterdam Finalist
- 2008 WFCA World Thaiboxing Super Heavyweight (+95 kg) title
- 2008 K-1 World GP in Hawaii champion
- 2009 K-1 Heavyweight (−100 kg) tournament finalist
- 2010–2011 United Glory World Series heavyweight tournament champion
- 2014 Glory Light Heavyweight World Championship Tournament Champion